# Nora Ephron
Nora Ephron (Upper West Side, 1941. május 19. –‎ Manhattan, 2012. június 26.) BAFTA-díjas amerikai forgatókönyvíró, filmrendező, filmproducer és színésznő.

## Filmográfia

### Filmrendezései
| Év   | Magyar cím                          | Eredeti cím             | Feladatkör | Feladatkör        | Feladatkör | Megjegyzések                        |
| Év   | Magyar cím                          | Eredeti cím             | Rendező    | Író               | Producer   | Megjegyzések                        |
| ---- | ----------------------------------- | ----------------------- | ---------- | ----------------- | ---------- | ----------------------------------- |
| 1983 | Silkwood                            | Silkwood                | Nem        | Igen              | Nem        | társíró: Alice Arlen                |
| 1986 | Féltékenység                        | Heartburn               | Nem        | Igen              | Nem        | Heartburn című regényéből adaptálva |
| 1989 | Harry és Sally                      | When Harry Met Sally... | Nem        | Igen              | Igen       |                                     |
| 1989 | Cookie                              | Cookie                  | Nem        | Igen              | Igen       | társító: Alice Arlen                |
| 1990 | Az én kék egem                      | My Blue Heaven          | Nem        | Igen              | Igen       |                                     |
| 1991 | A háziúr                            | The Super               | Nem        | Nincs feltüntetve | Nem        |                                     |
| 1992 | Ez az életem                        | This Is My Life         | Igen       | Igen              | Nem        | társíró: Delia Ephron               |
| 1993 | A szerelem hullámhosszán            | Sleepless in Seattle    | Igen       | Igen              | Nem        | társíró: David S. Ward és Jeff Arch |
| 1994 | Segítség, karácsony!                | Mixed Nuts              | Igen       | Igen              | Nem        | társíró: Delia Ephron               |
| 1996 | Michael                             | Michael                 | Igen       | Igen              | Igen       | társíró: Delia Ephron               |
| 1998 | Lázadj!                             | All I Wanna Do          | Nem        | Nem               | Igen       |                                     |
| 1998 | A szerelem hálójában                | You've Got Mail         | Igen       | Igen              | Igen       | társíró: Delia Ephron               |
| 2000 | Női vonalak                         | Hanging Up              | Nem        | Igen              | Igen       | társíró: Delia Ephron               |
| 2000 | Telitalálat                         | Lucky Numbers           | Igen       | Nem               | Igen       |                                     |
| 2005 | Földre szállt boszorkány            | Bewitched               | Igen       | Igen              | Igen       | társíró: Delia Ephron               |
| 2009 | Julie és Julia – Két nő, egy recept | Julie & Julia           | Igen       | Igen              | Igen       |                                     |

### Színészként
| Év   | Magyar cím          | Eredeti cím             | Szerep         | Rendező     |
| ---- | ------------------- | ----------------------- | -------------- | ----------- |
| 1989 | Bűnök és vétkek     | Crimes and Misdemeanors | esküvői vendég | Woody Allen |
| 1992 | Férjek és feleségek | Husbands and Wives      | vendég         |             |

## Fordítás
- Ez a szócikk részben vagy egészben  a   Nora Ephron című angol Wikipédia-szócikk fordításán alapul.  Az eredeti cikk szerkesztőit annak laptörténete sorolja fel. Ez a jelzés csupán a megfogalmazás eredetét és a szerzői jogokat jelzi, nem szolgál a cikkben szereplő információk forrásmegjelöléseként.